# Centro-Leste de Indiana
O Centro-Leste de Indiana é uma região pertencente ao estado de Indiana, EUA. Localiza-se a leste da capital do estado, Indianápolis e possui fronteiras com o estado de Ohio.

## Condados
- Blackford
- Delaware
- Hancock
- Henry
- Jay
- Madison
- Randolph
- Wayne

## Sedes de Condado
- Anderson, Madison
- Greenfield, Hancock
- Hartford City, Blackford
- Muncie, Delaware
- New Castle, Henry
- Portland, Jay
- Richmond, Wayne
- Winchester, Randolph

## Vilas
- Dunkirk
- Montpelier
- Roll
- Shamrock Lakes
- Albany
- Daleville
- Eaton
- Gaston
- Selma (Indiana)
- Yorktown
- Fortville
- Maxwell
- McCordsville
- New Palestine
- Shirley
- Spring Lake
- Wilkinson
- Ashland
- Blountsville
- Cadiz
- Corwin
- Dunreith
- Greensboro
- Hillsboro
- Kennard
- Knightstown
- Knox
- Lewisville
- Middletown
- Millville
- Mooreland
- Mount Summit
- Shirley
- Spiceland
- Springport
- Stone Quarry Mills
- Straughn
- Sulphur Springs
- Van Nuys
- Bryant
- Pennville
- Redkey
- Salamonia
- Dunkirk
- Alexandria
- Chesterfield
- Country Club Heights
- Edgewood
- Elwood
- Frankton
- Ingalls
- Lapel
- Markleville
- Orestes
- Pendleton
- River Forest
- Summitville
- Woodlawn Heights
- Farmland
- Losantville
- Lynn
- Modoc
- Parker City
- Ridgeville
- Saratoga
- Union City
- Winchester
- Abington
- Boston
- Cambridge City
- Centerville
- Dublin
- East Germantown
- Economy
- Fourtain City
- Greens Fork
- Hagerstown
- Middleboro
- Milton
- Mount Auburn
- Spring Crove
- Whitewater